# Jesse Barfield
Jesse Lee Barfield (né le 29 octobre 1959 à Joliet, Illinois, États-Unis) est un ancien joueur professionnel de baseball.
Il joue 12 saisons dans la Ligue majeure de baseball pour les Blue Jays de Toronto de 1981 à 1989, puis pour les Yankees de New York de 1989 à 1992. Au poste de voltigeur de droite, il remporte le Gant doré pour ses qualités défensives en 1986 et 1987, et un Bâton d'argent en 1986 pour ses succès en offensive. Il mène les majeures avec 40 circuits en 1986, année où il représente les Blue Jays au match des étoiles.

## Carrière
Jesse Barfield est réclamé au 9e tour de sélection par les Blue Jays de Toronto lors du repêchage amateur de juin 1977. Il fait ses débuts dans le baseball majeur avec Toronto le 3 septembre 1981 et dispute sa première saison complète en 1982. En 1985, il réussit un sommet en carrière de 22 buts volés et affiche ses meilleures moyennes au bâton, identiques (,289), en 1985 et 1986. Sa meilleure saison est jouée en 1986, où il reçoit sa seule sélection au match d'étoiles et termine 5e du vote annuel désignant le meilleur joueur de la Ligue américaine. Il mène cette année-là les majeures avec 40 circuits, son plus haut total en une saison, et atteint ses records personnels de coups sûrs (170), de doubles (35), de points marqués (107) et de points produits (108). Ses 40 circuits sont le plus bas total pour un meneur des majeures dans cette catégorie jusqu'aux 40 de Nelson Cruz en 2014.
Avec les joueurs étoiles George Bell au champ gauche et Lloyd Moseby au champ centre, Barfield, un très bon joueur défensif au champ droit, fait de 1984 à 1989 partie d'un des meilleurs trios de voltigeurs des années 1980,.
En 1985, il fait partie de l'équipe des Blue Jays qui remporte pour la première fois le titre de la division Est de la Ligue américaine et participe à ses premières séries éliminatoires après une saison régulière de 99 victoires. Barfield frappe 7 coups sûrs pour une moyenne au bâton de, 280 avec un circuit et quatre points produits dans les 7 rencontres qui opposent Toronto et Kansas City, mais les Jays sont incapables d'ajouter la victoire qui les aurait porté en Série mondiale et perdent les trois derniers matchs pour subir l'élimination.
Le 30 avril 1989, Barfield est échangé des Blue Jays aux Yankees de New York contre le lanceur partant gaucher Al Leiter. Barfield joue pour les Yankees jusqu'à sa dernière saison en 1992, alors qu'il est âgé de 32 ans.
En 1 428 matchs joués en 12 saisons dans les majeures, Jesse Barfield compile 1 219 coups sûrs dont 216 doubles et 241 circuits, 715 points marqués, 716 points produits et 66 buts volés. Sa moyenne au bâton en carrière s'élève à 256 et sa moyenne de présence sur les buts à 335. 
En 1993, Barfield joue pour les Yomiuri Giants de la Ligue centrale du Japon, où il retrouve Lloyd Moseby, son ancien coéquipier des Blue Jays. Barfield ne frappe cependant que pour 215 en 104 matchs au Japon.

## Vie personnelle
Son fils Josh Barfield joue dans la Ligue majeure de baseball de 2006 à 2009 pour San Diego et Cleveland. Son fils Jeremy Barfield n'atteint pas les majeures mais joue dans les ligues mineures de baseball avec des clubs affiliés aux clubs majeurs d'Oakland et Colorado de 2008 à 2015
Jesse Barfield est analyste lors des matchs des Blue Jays de Toronto télévisés à la CBC en 2007,.